# 真殿 (赤穂市)
真殿（まとの）は、兵庫県赤穂市の地名。郵便番号は678-0166。当地域の人口は101世帯・315人（2010年10月1日現在、国勢調査による）。

## 地理
赤穂市中央部に位置する。東は高雄、南は木津・塩屋・大津、北東は周世、北西は中山、南東は目坂に接する。

### 河川
- 千種川[4]

## 学区
市立小・中学校や県内の公立高校に通う場合、学区は以下の通りとなる。
なお近接する岡山県の公立高校への進学は全国募集枠を利用するしかない。
| 番・番地等 | 小学校             | 中学校             | 高等学校        |
| ---------- | ------------------ | ------------------ | --------------- |
| 坂越       | 赤穂市立高雄小学校 | 赤穂市立坂越中学校 | 第4（西播）学区 |

## 歴史

### 沿革
- 江戸時代 - 播磨国赤穂郡真殿村として所在[6]。
- 慶長5年 - 姫路藩領となる[6]。
- 慶長18年 - 岡山藩領となる[6]。
- 元和元年 - 赤穂藩領となる[6]。
- 元禄14年 - 幕府領となる[6]。
- 1889年（明治22年） - 高雄村大字真殿となる[6]。
- 1951年（昭和26年） - 赤穂市大字真殿となる[6]。

## 交通
- 兵庫県道90号赤穂佐伯線[4]
- JR西日本山陽新幹線[4]

## 施設
- 浦本建設[4]
- 赤穂樹脂工業所[4]
- 天神社[4]
- 荒神社[4]
- 真宗夕雲寺[4]